# Erzbistum Rabat
Das in Marokko gelegene Erzbistum Rabat (lateinisch Archidioecesis Rabatensis) ist der Sitz eines römisch-katholischen Erzbischofs. Mit seiner Fläche von annähernd 400.000 km² und Ausdehnung von über 2.000 Kilometer vom Norden bis in den Süden Marokkos umfasst es nahezu alle Gebiete der ehemaligen französischen Protektoratszone, also auch die Millionenstadt Casablanca. Die Liturgiesprache ist in der Regel Französisch.

## Geschichte
Das Erzbistum Rabat wurde am 2. Juli 1923 als Apostolisches Vikariat aus dem apostolischen Vikariat Marokko heraus begründet. Nachdem am 5. Juli 1954 Teile seines Territoriums als apostolische Präfektur Spanisch-Sahara und Ifni ausgegliedert wurden, wurde es am 14. September 1955 zum immediaten Erzbistum erhoben.
Das Ende der Protektoratszeit 1956 führte in der Erzdiözese zu einer tiefgreifenden Umstrukturierung, so wie in den anderen Diözesen in Nordafrika auch. Die Maghreb-Staaten sind ein klassisches Missionsgebiet verschiedener christlicher Ordensgemeinschaften, welche bis heute auch immer die Bischöfe der meisten Diözesen stellen.
Im Erzbistum Rabat konnten 1950 noch circa 360.000 katholische Christen in 57 Pfarreien verzeichnet werden. 2017 schrumpfte die Zahl der Pfarrgemeinden auf 28 mit 20.000 Angehörigen. Die Caritas Marokko ist in drei Caritas-Zentren in Rabat, Tanger und Casablanca vertreten. Kirchen bestehen in Agadir, Beni Mellal, Casablanca, El Jadida, Errachidia, Essaouira, Fès, Kenitra, Khouribga, Marrakesch, Meknès, Midelt, Mohammedia, Oujda, Ouarzazate, Rabat, Safi, Settat und Taroudant.

## Ordinarien

### Apostolische Vikare von Rabat
- Colomban-Marie Dreyer OFM (1923–1927) (danach Apostolischer Vikar von Sueskanal)
- Henri Vielle OFM (1927–1946)
- Louis Lefèvre OFM (1947–1955)

### Erzbischöfe von Rabat
- Louis-Amédée Lefèvre OFM (1955–1968)
- Jean Chabbert OFM (1968–1982) (danach Bischof von Perpignan-Elne)
- Hubert Michon (1983–2001)
- Vincent Landel SCJBeth (2001–2017)
- Cristóbal López Kardinal Romero SDB (seit 2017)

## Galerie

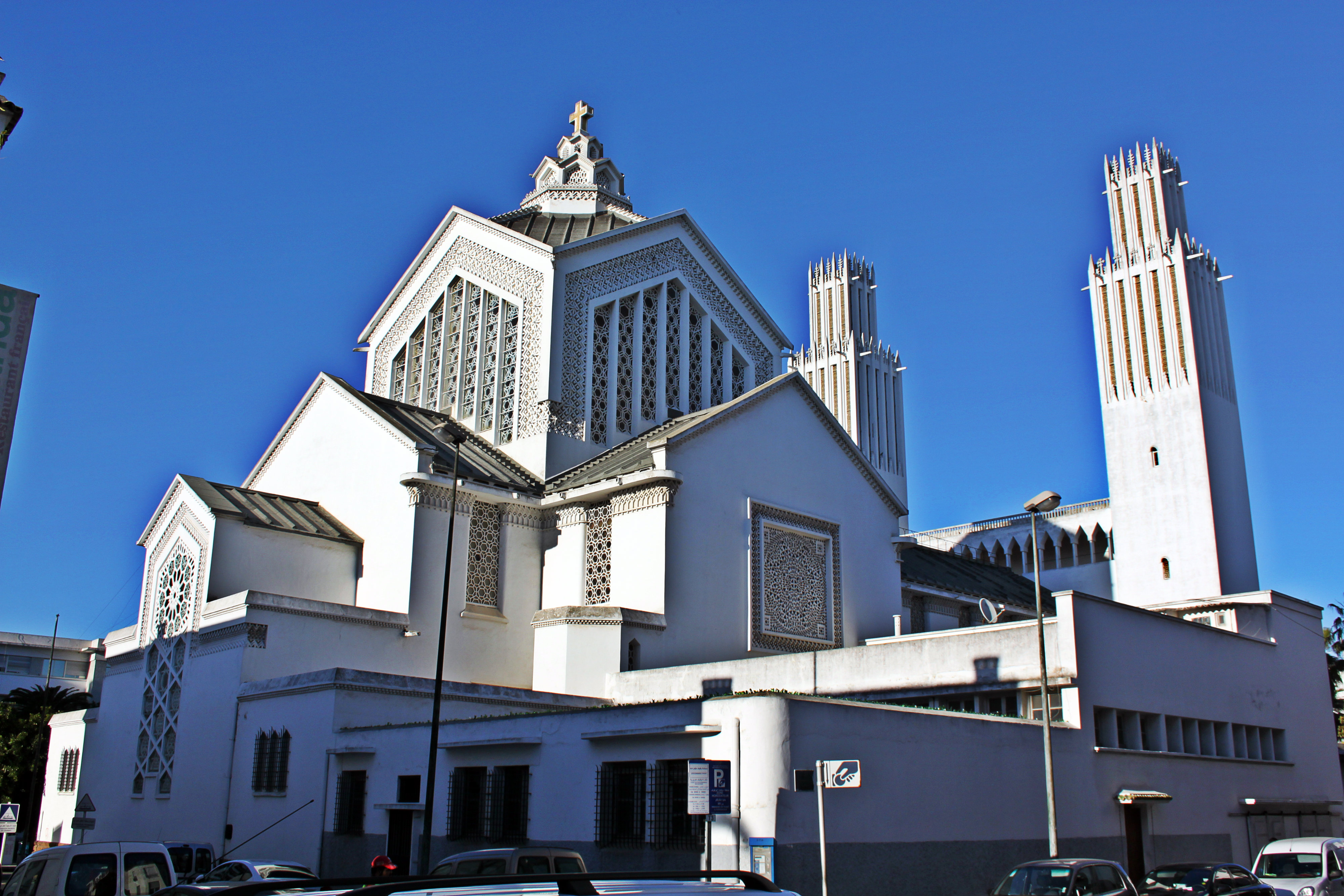
Kathedrale von Rabat
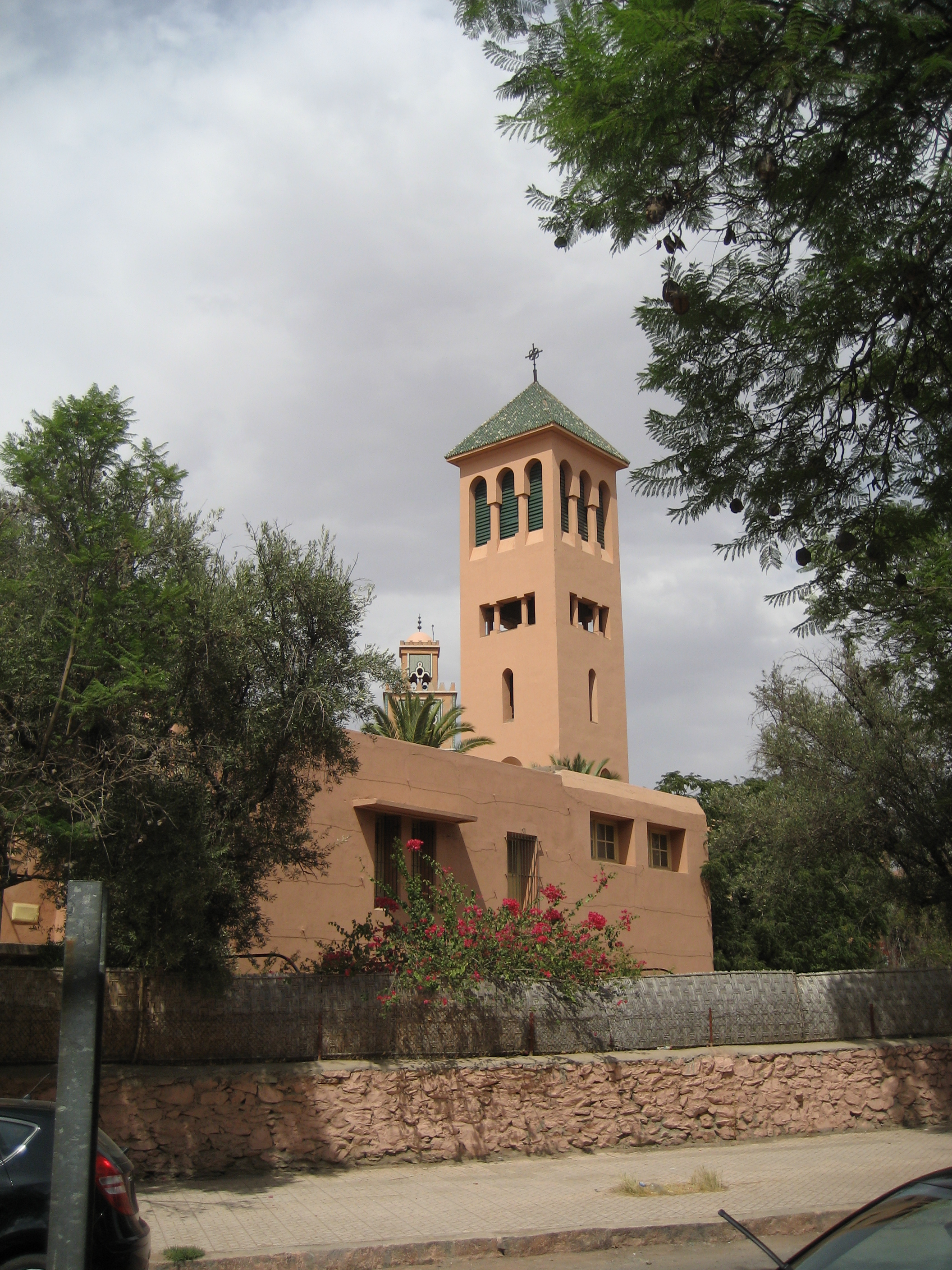
Kirche der Heiligen Märtyrer in Marrakesch